# طعم النقرة
طُعم النقرة أو كليك بايت (بالإنجليزية: Clickbait)‏ هو عبارة عن رابط نصي أو صورة مصغرة مصممة لجذب الانتباه ولحث المستخدمين على متابعة هذا الرابط وقراءة أو عرض أو الاستماع إلى الجزء المرتبط من المحتوى عبر الإنترنت، كسمة مميزة للخداع، وعادة ما تكون مثيرة أو خداع. تهدف «التلويحة» إلى استغلال «فجوة الفضول»، حيث توفر فقط معلومات كافية لإثارة فضول قُرّاء المواقع الإخبارية، ولكنها ليست كافية لإرضاء فضولهم دون النقر فوق المحتوى المرتبط. تضيف عناوين الكليك بايت عنصرًا من عدم الأمانة، باستخدام الإغراءات التي لا تعكس المحتوى الذي يتم تقديمه بدقة. ويُشبّه جزء «طُعم» من مصطلح الصيد، حيث يتم إخفاء الخطاف بواسطة إغراء (طُعم)، مما يعطي انطباعًا للأسماك بأن ابتلاعها أمر مرغوب فيه.